# Легка атлетика на Літній універсіаді 1993
Змагання з легкої атлетики на Літній універсіаді 1993 проходили 14-18 липня на стадіоні Університету штату Нью-Йорк у Буффало.

## Призери

### Чоловіки
| Дисципліни                | Золото                                                    | Золото     | Срібло                                                           | Срібло   | Бронза                                                   | Бронза   |
| ------------------------- | --------------------------------------------------------- | ---------- | ---------------------------------------------------------------- | -------- | -------------------------------------------------------- | -------- |
| 100 метрів                | Данієль Еффіонг Нігерія                                   | 10,07w     | Сем Джефферсон США                                               | 10,13w   | Гленрой Гілберт Канада                                   | 10,14w   |
| 200 метрів                | Браян Бріджуотер США                                      | 20,14w     | Кріс Нелломс США                                                 | 20,17w   | Іван Гарсія Куба                                         | 20,55w   |
| 400 метрів                | Ібрагім Гассан Гана                                       | 45,87      | Евон Кларк Ямайка                                                | 46,27    | Денні Мак-Фарлейн Ямайка                                 | 46,60    |
| 800 метрів                | Марко Курс Нідерланди                                     | 1.48,57    | Олег Степанов Росія                                              | 1.49,50  | Ніко Мотчебон Німеччина                                  | 1.49,52  |
| 1500 метрів               | Абделькадер Чехемані Франція                              | 3.46,32    | Білл Берк США                                                    | 3.46,33  | Гарі Лаф Велика Британія                                 | 3.46,77  |
| 5000 метрів               | Халід Ханнуші Марокко                                     | 14.05,33   | Сергій Федотов Росія                                             | 14.06,15 | Такаока Тосінарі Японія                                  | 14.06,21 |
| 10000 метрів              | Антоніо Серрано Іспанія                                   | 28.16,16   | Ватанабе Ясуюкі Японія                                           | 28.17,26 | Вінченцо Модіка Італія                                   | 28.17,73 |
| 110 метрів з бар'єрами    | Дітмар Кошевські Німеччина                                | 13,48      | Гленн Террі США                                                  | 13,58    | Стеліос Бісбас Греція                                    | 13,72    |
| 400 метрів з бар'єрами    | Деррік Едкінс США                                         | 49,35      | Сайто Йосіхіко Японія                                            | 49,61    | Душан Ковач Угорщина                                     | 50,12    |
| 3000 метрів з перешкодами | Міхаель Бухляйтнер Австрія                                | 8.30,82    | Володимир Пронін Росія                                           | 8.32,03  | Бізунех Яє Тура Ефіопія                                  | 8.32,07  |
| 4×100 метрів              | СШАБраян Бріджуотер Девід Оукс Тоні Міллер Сем Джефферсон | 38,65      | ЯпоніяІноуе Сатору Сугімото Тацуо Міята Хідеакі Судзукі Хісацугу | 38,97    | КубаХоель Ісасі Хоель Ламела Хорхе Агілера Іван Гарсія   | 39,20    |
| 4×400 метрів              | СШАКріс Джонс Аарон Пейн Кевін Лайлс Скотт Тернер         | 3.02,34    | ЯпоніяОморі Сігекадзу Інагакі Сейдзі Сайто Йосіхіко Кан Масайосі | 3.03,21  | УгорщинаДавід Шомфай Душан Ковач Ласло Кіш Міклош Арпаші | 3.04,27  |
| Ходьба 20 кілометрів      | Роберт Коженьовський Польща                               | 1:22.01 GR | Данієль Гарсія Мексика                                           | 1:22.58  | Бернардо Сегура Мексика                                  | 1:24.11  |
| Марафон                   | Кеннеді Маньїса Кенія                                     | 2:12.19 GR | Кім Ван Кі Південна Корея                                        | 2:15.35  | Хьон Че Йон Південна Корея                               | 2:15.53  |
| Стрибки у висоту          | Тоні Бартон США                                           | 2,30       | Стеван Зорич Незалежні учасники                                  | 2,30     | Артуро Ортіс ІспаніяРуслан Стіпанов Україна              | 2,27     |
| Стрибки з жердиною        | Іштван Бадьюла Угорщина                                   | 5,70       | Альберто Джакетто Італія                                         | 5,60     | Жан Гальфйон Франція                                     | 5,60     |
| Стрибки в довжину         | Карім Стріт-Томпсон США                                   | 8,22w      | Обінна Ерегбу Нігерія                                            | 8,18     | Віталій Кириленко Україна                                | 8,04     |
| Потрійний стрибок         | Тозі Фазінро Велика Британія                              | 16,91w     | Олег Сакіркін Казахстан                                          | 16,89    | Джуліан Голлі Велика Британія                            | 16,88w   |
| Штовхання ядра            | Олександр Клименко Україна                                | 19,72      | Паоло даль Сольйо Італія                                         | 19,64    | Кріс Фольгенау США                                       | 19,54    |
| Метання диска             | Алексіс Елізальде Куба                                    | 62,98      | Адевале Олукоджу Нігерія                                         | 62,96    | Нік Свіні Ірландія                                       | 62,52    |
| Метання молота            | Вадим Колесник Україна                                    | 77,00      | Балаж Кіш Угорщина                                               | 76,88    | Крістоф Епаль Франція                                    | 76,80    |
| Метання списа             | Луї Фуше ПАР                                              | 79,64      | Ед Камінські США                                                 | 77,52    | Міка Парвіайнен Фінляндія                                | 77,14    |
| Десятиборство             | Себастьян Левік Франція                                   | 7874       | Індрек Касеорг Естонія                                           | 7864     | Даррен Стіл США                                          | 7653     |

### Жінки
| Дисципліни             | Золото                                                       | Золото   | Срібло                                                           | Срібло   | Бронза                                                                  | Бронза   |
| ---------------------- | ------------------------------------------------------------ | -------- | ---------------------------------------------------------------- | -------- | ----------------------------------------------------------------------- | -------- |
| 100 метрів             | Далія Дугейні Ямайка                                         | 11,56    | Лільяна Аллен Куба                                               | 11,57    | Беатріс Утонду Нігерія                                                  | 11,59    |
| 200 метрів             | Флертіша Гарріс США                                          | 22,56w   | Далія Дугейні Ямайка                                             | 22,79w   | Ван Хвей Чень Китайський Тайбей                                         | 22,80w   |
| 400 метрів             | Мішель Коллінз США                                           | 52,01    | Юланда Воррен США                                                | 52,18    | Ненсі Мак-Леон Куба                                                     | 52,84    |
| 800 метрів             | Емі Вікус США                                                | 2.03,72  | Інез Тернер Ямайка                                               | 2.04,14  | Данієла Антіпов Румунія                                                 | 2.04,75  |
| 1500 метрів            | Лінн Робінсон Велика Британія                                | 4.12,03  | Джулі Спейтс США                                                 | 4.12,43  | Сара Говелл Канада                                                      | 4.13,30  |
| 3000 метрів            | Клейр Айхнер США                                             | 9.04,32  | Юлія Іонеску Румунія                                             | 9.05,10  | Розалінд Тейлор США                                                     | 9.06,25  |
| 10000 метрів           | Юлія Негуре Румунія                                          | 32.22,99 | Сузана Чирич Незалежні учасники                                  | 32.26,68 | Аліна Текуце Румунія                                                    | 32.29,18 |
| 100 метрів з бар'єрами | Дон Боулз США                                                | 13,16    | Марша Гуяльдо США                                                | 13,24    | Ніколь Рамалаланіріна Мадагаскар                                        | 13,28    |
| 400 метрів з бар'єрами | Гайке Майсснер Німеччина                                     | 56,10    | Деббі-Енн Перріс Ямайка                                          | 56,11    | Тревая Вільямс США                                                      | 56,57    |
| 4×100 метрів           | СШАКрістал Бреддок Шеріл Теплін Флертіша Гарріс Крісте Гейнс | 43,37    | НігеріяМері Томбірі Фейт Ідехен Крісті Опара Беатріс Утонду      | 44,25    | КанадаКетура Андерсон Діонн Райт Дена Берроуз Франс Гаро                | 45,20    |
| 4×400 метрів           | СШАКрістіл Ірвінг Мейсел Мелоун Юланда Воррен Мішель Коллінз | 3.26,18  | КубаНенсі Мак-Леон Юдаліс Лемонта Ідальміс Бонне Орайдіс Рамірес | 3.28,95  | НігеріяОньїньє Чікезі Оматайо Акінремі Олабісі Афолабі Омоладе Акінремі | 3.34,97  |
| Ходьба 10000 метрів    | Лун Юйвень КНР                                               | 46.16,75 | Ольга Леоненко Україна                                           | 46.18,40 | Лариса Рамазанова Росія                                                 | 46.18,58 |
| Марафон                | Кавагуті Норіко Японія                                       | 2:37.47  | Франка Ф'якконі Італія                                           | 2:38.44  | Отані Нао Японія                                                        | 2:40.17  |
| Стрибки у висоту       | Таня Г'юз США                                                | 1,95     | Неле Жилінскене Литва                                            | 1,95     | Лариса Григоренко Україна                                               | 1,95     |
| Стрибки в довжину      | Мірела Дульгеру Румунія                                      | 6,69w    | Ванесса Монар-Енвеані Канада                                     | 6,57w    | Дафне Сондерс Багамські Острови                                         | 6,53     |
| Потрійний стрибок      | Ньюрка Монтальво Куба                                        | 14,16w   | Шарка Кашпаркова Чехія                                           | 14,00w   | Моніка Тот Румунія                                                      | 13,96w   |
| Штовхання ядра         | Чжоу Тяньхуа КНР                                             | 19,17    | Белсі Ласа Куба                                                  | 18,48    | Катрін Кох Німеччина                                                    | 16,70    |
| Метання диска          | Рената Катевич Польща                                        | 62,40    | Джекі Мак-Кернан Велика Британія                                 | 60,72    | Анья Гюндлер Німеччина                                                  | 60,56    |
| Метання списа          | Лі Йон Сон Південна Корея                                    | 58,62    | Таня Дамаске Німеччина                                           | 57,68    | Валері Таллок Канада                                                    | 56,52    |
| Семиборство            | Урсула Влодарчик Польща                                      | 6127     | Біргіт Гаутш Німеччина                                           | 5934     | Келлі Блейр США                                                         | 5926     |

## Медальний залік
| Місце                | Країна                | Золото | Срібло | Бронза | Загалом |
| -------------------- | --------------------- | ------ | ------ | ------ | ------- |
| 1                    | США                   | 14     | 8      | 5      | 27      |
| 2                    | Польща                | 3      | 0      | 0      | 3       |
| 3                    | Куба                  | 2      | 3      | 3      | 8       |
| 4                    | Німеччина             | 2      | 2      | 3      | 7       |
| 5                    | Румунія               | 2      | 1      | 3      | 6       |
| 5                    | Україна               | 2      | 1      | 3      | 6       |
| 7                    | Велика Британія       | 2      | 1      | 2      | 5       |
| 8                    | Франція               | 2      | 0      | 2      | 4       |
| 9                    | КНР                   | 2      | 0      | 0      | 2       |
| 10                   | Японія                | 1      | 4      | 2      | 7       |
| 11                   | Ямайка                | 1      | 4      | 1      | 6       |
| 12                   | Нігерія               | 1      | 3      | 2      | 6       |
| 13                   | Угорщина              | 1      | 1      | 2      | 4       |
| 14                   | Південна Корея        | 1      | 1      | 1      | 3       |
| 15                   | Іспанія               | 1      | 0      | 1      | 2       |
| 16                   | Австрія               | 1      | 0      | 0      | 1       |
| 16                   | Гана                  | 1      | 0      | 0      | 1       |
| 16                   | Кенія                 | 1      | 0      | 0      | 1       |
| 16                   | Марокко               | 1      | 0      | 0      | 1       |
| 16                   | Нідерланди            | 1      | 0      | 0      | 1       |
| 16                   | ПАР                   | 1      | 0      | 0      | 1       |
| 22                   | Італія                | 0      | 3      | 1      | 4       |
| 22                   | Росія                 | 0      | 3      | 1      | 4       |
| 24                   | Незалежні учасники[a] | 0      | 2      | 0      | 2       |
| 25                   | Канада                | 0      | 1      | 4      | 5       |
| 26                   | Мексика               | 0      | 1      | 1      | 2       |
| 27                   | Естонія               | 0      | 1      | 0      | 1       |
| 27                   | Казахстан             | 0      | 1      | 0      | 1       |
| 27                   | Литва                 | 0      | 1      | 0      | 1       |
| 27                   | Чехія                 | 0      | 1      | 0      | 1       |
| 31                   | Ефіопія               | 0      | 0      | 1      | 1       |
| 31                   | Ірландія              | 0      | 0      | 1      | 1       |
| 31                   | Багамські Острови     | 0      | 0      | 1      | 1       |
| 31                   | Греція                | 0      | 0      | 1      | 1       |
| 31                   | Китайський Тайбей     | 0      | 0      | 1      | 1       |
| 31                   | Мадагаскар            | 0      | 0      | 1      | 1       |
| 31                   | Фінляндія             | 0      | 0      | 1      | 1       |
| Загалом (37 збірних) | Загалом (37 збірних)  | 43     | 43     | 44     | 130     |

a  Усі легкоатлети з Югославії брали участь в Універсіаді як «незалежні учасники» через санкції ООН щодо країни.

## Виступ українців
| Чоловіки (12) | Чоловіки (12)       | Чоловіки (12) | Чоловіки (12)    |
| Місце         | Атлет               | Дисципліна    | Результат        |
| ------------- | ------------------- | ------------- | ---------------- |
| 1             | Олександр Клименко  | ядро          | 19,72            |
| 1             | Вадим Колесник      | молот         | 77,00            |
| 3             | Руслан Стіпанов     | висота        | 2,27             |
| 3             | Віталій Кириленко   | довжина       | 8,04             |
|               | Андрій Кохановський | диск          | 60,92            |
|               | Андрій Мазніченко   | спис          | 73,42            |
|               | Олександр Крикун    | молот         | 70,42            |
| чф            | Дмитро Ваняікін     | 100 м         | 10,68            |
| чф            | Владислав Дологодін | 100 м         | 10,70 (10,65)[a] |
| кв            | Сергій Биков        | потрійний     | 16,01            |
| кв            | Віталій Сидоров     | диск          | 54,44            |
| —             | Олександр Богданов  | десятиборство | DNF              |

| Жінки (5) | Жінки (5)          | Жінки (5)      | Жінки (5)     |
| Місце     | Атлетка            | Дисципліна     | Результат     |
| --------- | ------------------ | -------------- | ------------- |
| 2         | Ольга Леоненко     | ходьба 10000 м | 46.18,40      |
| 3         | Лариса Григоренко  | висота         | 1,95          |
|           | Вікторія Вершиніна | довжина        | 6,38          |
|           | Вікторія Вершиніна | потрійний      | 13,54         |
|           | Ілона Захарченко   | диск           | 58,78 (60,00) |
| пф        | Ірина Пуха         | 100 м          | 11,62         |

a  У дужках вказаний більш високий результат, що був показаний на попередній стадії змагань (у забігу чи кваліфікації).